# Kofia

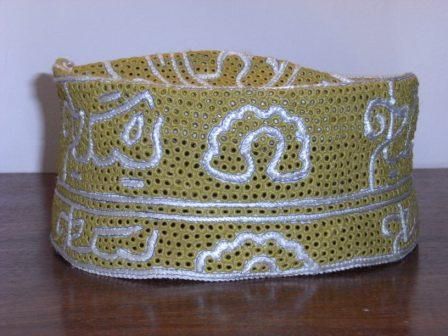

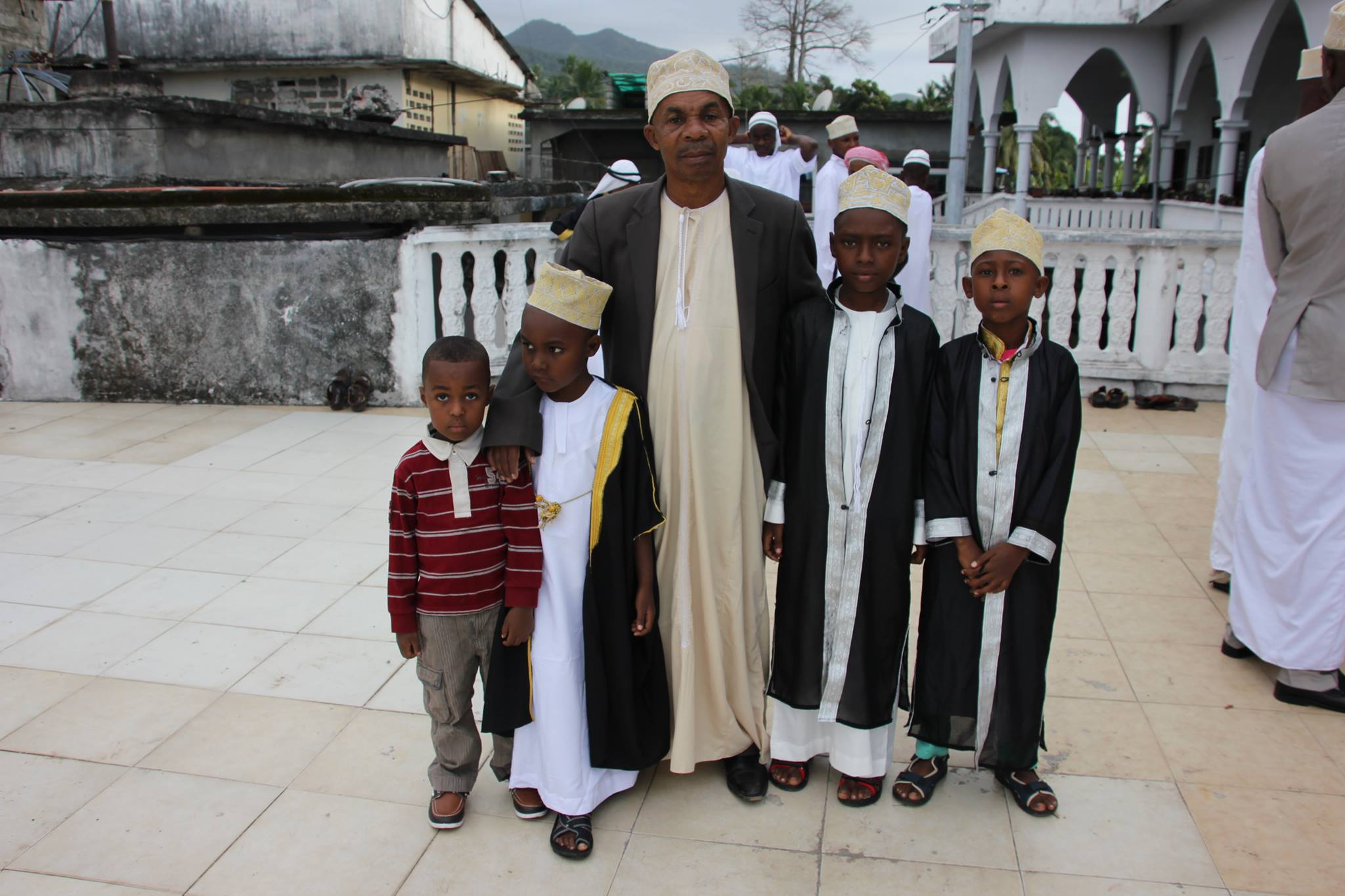
homme portant le kofia devant la mosquée de mbeni le jour de l'Aïd

Le kofia ou kofya est un bonnet comorien destiné aux hommes et brodé à la main par les femmes.

Le Kofia peut être d'Anjouan littéralement kofia ya shindzuani, de la Grande Comore ou bien kofia ya shingazidja  ou bien Nkofia ya Shi Mwali selon l'île de provenance dans l'union des Comores et donc la manière de le broder.

Il se porte avec le Kandou, généralement les jours de prière, notamment le jour de l'Aïd et pour la prière du vendredi. Certaines personnes le portent quotidiennement. Des motifs de tout genre y sont brodés mais les plus prisés sont les versets du Coran, mis en valeur et en relief par les fils de soie.
Le prix du kofia varie de 20€ à 300€ selon la complexité des motifs et de la région où il est brodé. Son prix peut également être influencé par les périodes de fêtes et du grand mariage. Le kofia se porte différemment à travers les îles. Il prend de la valeur au fil des années et deviens un signe distinctif du rang social.